# Тилігульський регіональний ландшафтний парк (Одеська область)
Тилігу́льський регіона́льний ландша́фтний парк — регіональний ландшафтний парк в Україні. Розташований на західному узбережжі Тилігульського лиману, в межах Березівського і Одеського районів Одеської області.
Площа 13 954 га. Статус надано в 1997 році. Перебуває у віданні Одеської обласної ради.

## Територія парку

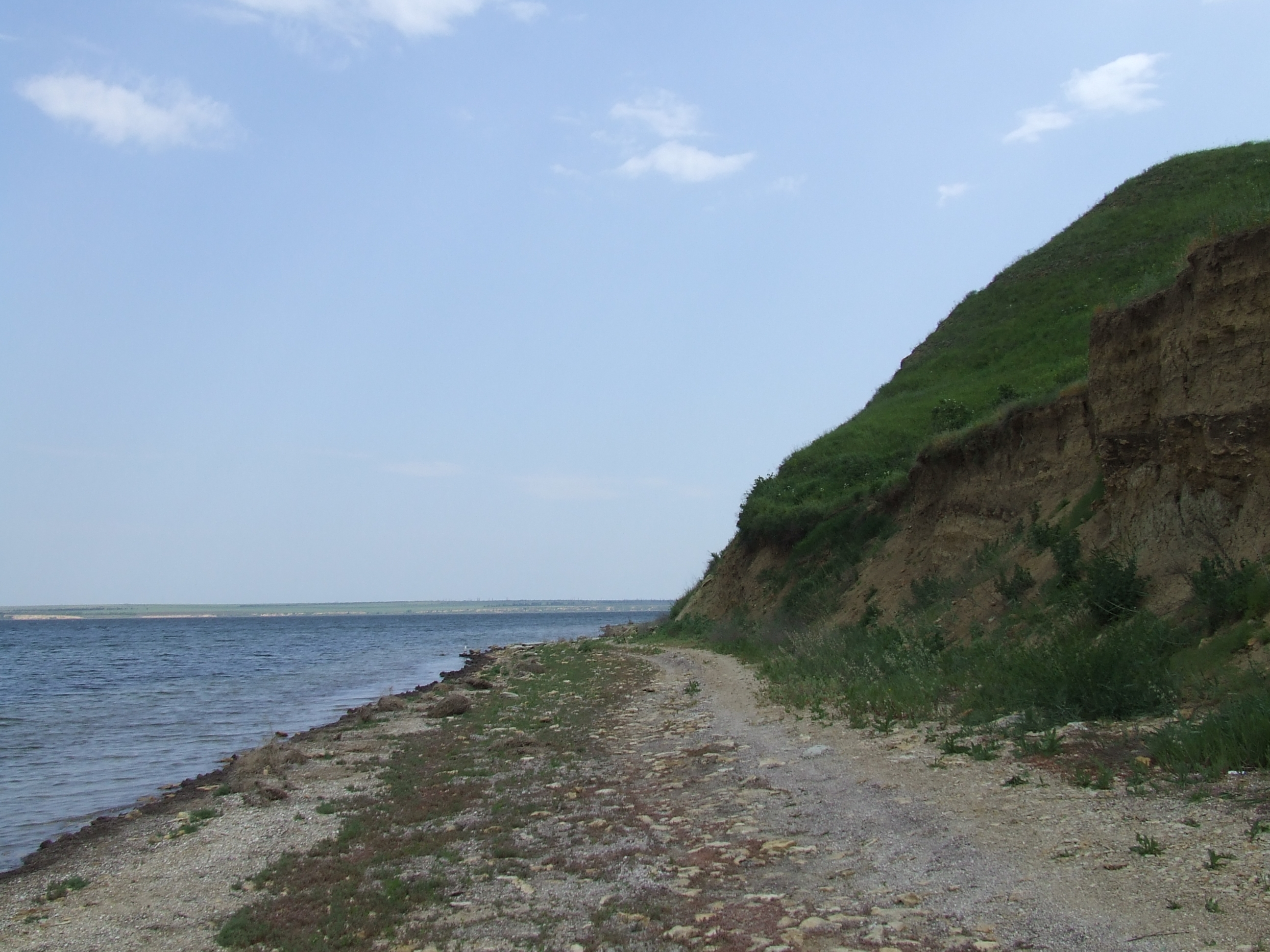
Берег та схили

Територія парку охоплює ділянки, багаті флорою та фауною і має велику цінність як місцепроживання водно-болотних птахів (гніздування, зимівля, перебування під час сезонних міграцій).
Площа парку становить 13954 га, в тому числі 3973 га суші, з яких 2405,25 га припадає на Лиманський район, а 1567,7 га — на Березівський район і 9981 га — акваторії лиману. При створенні парку земельні ділянки у господарів і користувачів не вилучалися.
До складу парку входять 5 заказників, один з яких є заказником загальнодержавного значення: «Коса Стрілка» (орнітологічний, загальнодержавного значення), «Калинівський» (ботанічний), «Тилігульський пересип» (орнітологічний), Новомиколаївський ландшафтний заказник, «Каїровський» (ландшафтний).

## Флора і фауна
На узбережжі Тилігульського лиману в межах парку налічується близько 350 різних видів вищих рослин, з яких 18 занесено до Червоної книги України: гімносперміум одеський, пізньоцвіт анкарський, шафран сітчастий, тюльпан Біберштейна, тюльпан Шренка, підсніжник Ельвейза, ряст ущільнений, горицвіт весняний, сон чорніючий, штернбергія осіння, проліска дволиста, белевалія сарматська, гіацинтік блідий, рястка Буше, рястка Коха, астрагал шерстистоквітковий, еремогоне головчаста, ковила Лессінга, ковила українська, півники карликові, мигдаль степовий, таволга звіробієлиста, ефедра двоколоскова.
У межах парку відмічено 384 види хребетних тварин, у тому числі 56 видів риб, 5 — амфібій, 8 — рептилій, 120 — птахів, 26 видів ссавців. Загальна чисельність птахів становить від 2000 до 7000 пар. Кількість зимуючих птахів становить близько 10000 особин, а пролітають — близько 8000 особин. Основними місцями гніздування є зарості очерету в верхній частині лиману і піщані острови в його нижній частині. Тилігульський пересип є традиційним місцем концентрації птахів під час міграцій. З занесених в Червону книгу Україні видів птахів тут зустрічаються: малий баклан, кулик-довгоніг, морський зуйок (20—80 пар), кулик-сорока, косар, коровайка (200 пар), жовта чапля і ін. Крім того тут зимує понад 25 % європейської популяції великої білої чаплі і постійно мешкає близько 900 особин цього виду.

## Історія
Парк створено у 1997 році згідно з рішенням Одеської обласної ради від 25.11.1997 року № 176-XXII.